# Hand of Fate
Hand of Fate è un videogioco action RPG sviluppato e pubblicato nel 2015 da Defiant Development per Microsoft Windows, macOS, Linux, PlayStation 4 e Xbox One. Il gioco presenta elementi roguelike e ricavati dai giochi di carte collezionabili.
Finanziato tramite crowdfunding su Kickstarter, il gioco ha venduto oltre 400 000 copie.